# Dancehall
Dancehall – gatunek muzyczny wywodzący się z Jamajki, powstały pod koniec lat siedemdziesiątych z klasycznego reggae. Jest jednak od niego o wiele szybszy i żywszy, a artyści śpiewają do podkładów zwanych riddimami, granych przez selektorów. Najbardziej erotycznym rodzajem tańca do tej muzyki jest daggering.
Najważniejsi przedstawiciele tej muzyki to: Anthony B, Beenie Man, Bounty Killer, Buju Banton, Capleton, Collie Buddz, Eek-A-Mouse, Elephant Man, Lady Saw, Mavado, Ninjaman, Sean Paul, Shabba Ranks, Shaggy, Sizzla Kalonji, Tanya Stephens, Vybz Kartel, Yellowman, Major Lazer, Bel Mondo.